# Platagarista macleayi
Platagarista macleayi är en fjärilsart som beskrevs av Swinhoe 1892. Platagarista macleayi ingår i släktet Platagarista och familjen nattflyn. Inga underarter finns listade i Catalogue of Life.